# Acronicta xylinoides
Acronicta xylinoides är en fjärilsart som beskrevs av Achille Guenée 1852. Acronicta xylinoides ingår i släktet Acronicta och familjen nattflyn. Inga underarter finns listade i Catalogue of Life.